# 분리파
분리파 혹은 세세션(Secession)은 19세기 말 독일과 오스트리아 각 도시에서 일어난 회화, 건축, 공예운동이다. 과거의 예술양식에서 분리하여, 생활과 기능을 연결한 새로운 조형예술의 창조를 목표로 삼았다. 이 운동은 직선적인 디자인을 특색으로 하고 과거의 모든 예술양식에서 분리하여 새로운 시대의 획기적인 공간조형을 지향했다. 로마의 고사에서 유래한 말로서 특권계급에 대한 서민계급의 분리운동이 기원이라고 추측된다.